# Haflinger
Der Haflinger ist ein Gebirgspferd, das heute in erster Linie als robustes Freizeitpferd zum Reiten eingesetzt wird. Offiziell zählt der Haflinger zu den Ponyrassen bzw. zu den Endmaßponys oder Kleinpferderassen. Das erste geklonte Pferd,  Prometea, ist von dieser Rasse.

## Exterieur

### Farbe

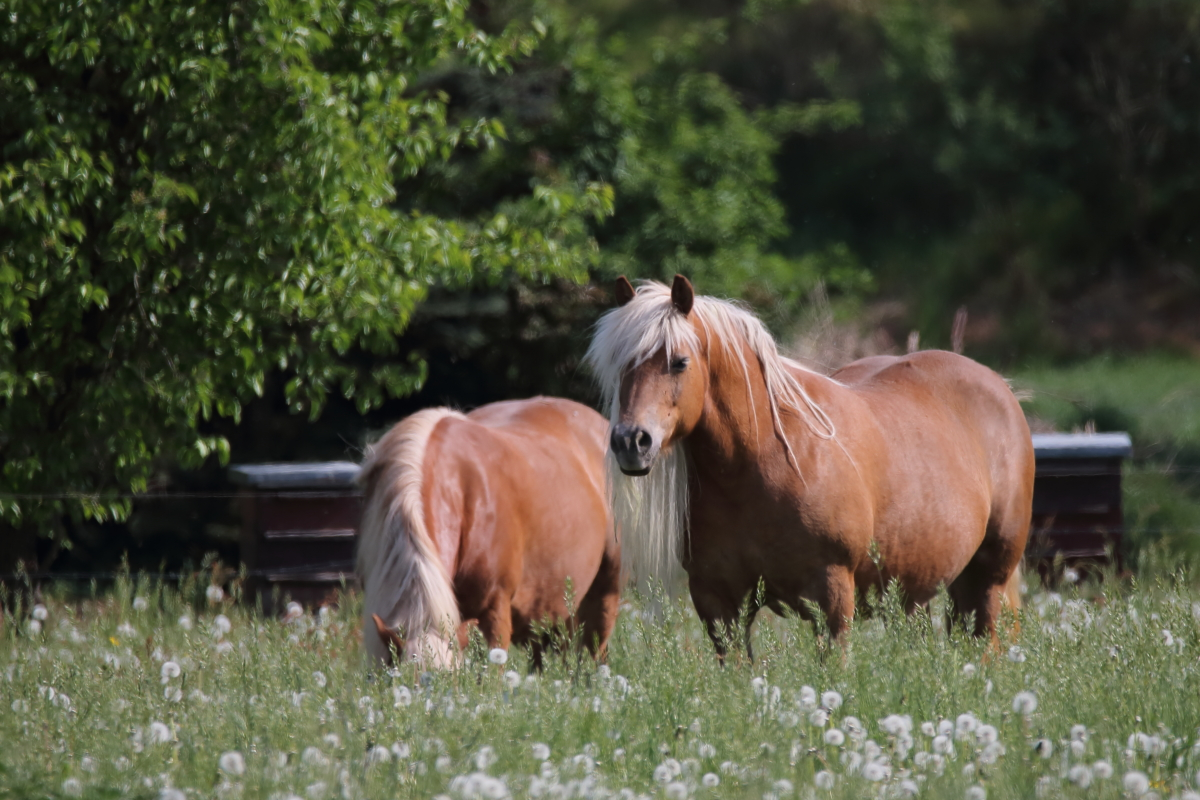
Haflinger in Röbel/Müritz

Während es anfangs auch Braune und Rappen gab, ist heute nur noch die Fuchsfarbe in Kombination mit dem Gen Flaxen, sogenannte Lichtfüchse vorhanden. Die Fuchsfarbe kommt in allen Variationen von Kohlfuchs bis zum Hellfuchs vor. Die Kohlfuchsfarbe ist jedoch selten.
Stichelhaar oder „Edelflecken“ sind unerwünscht und können zum Ausschluss aus der Zucht führen. Das Langhaar variiert von Flachsfarben bis weiß, Farbunreinheiten sind unerwünscht und können zum Ausschluss aus der Zucht führen.
Häufig werden Bauch und Beininnenseiten durch das Gen Pangaré aufgehellt und es tritt ein Mehlmaul auf. Kopfabzeichen von der Flocke bis zur Blesse sind erlaubt und erwünscht, aber nicht Bedingung. Stärker ausgeprägte Abzeichen, wie beispielsweise eine Laterne, sind unerwünscht und können zum Zuchtausschluss führen. Beinabzeichen sind unerwünscht, ein einzelnes Beinabzeichen bis zu einer halben Schiene wird jedoch nicht negativ beurteilt, während mehrere und größere Beinabzeichen zu Punktabzügen bis hin zum Ausschluss führen können.
Besonders helle Haflinger werden oft mit Isabellen verwechselt, die jedoch nicht in dieser Rasse vorkommen.

### Kopf und Körperbau

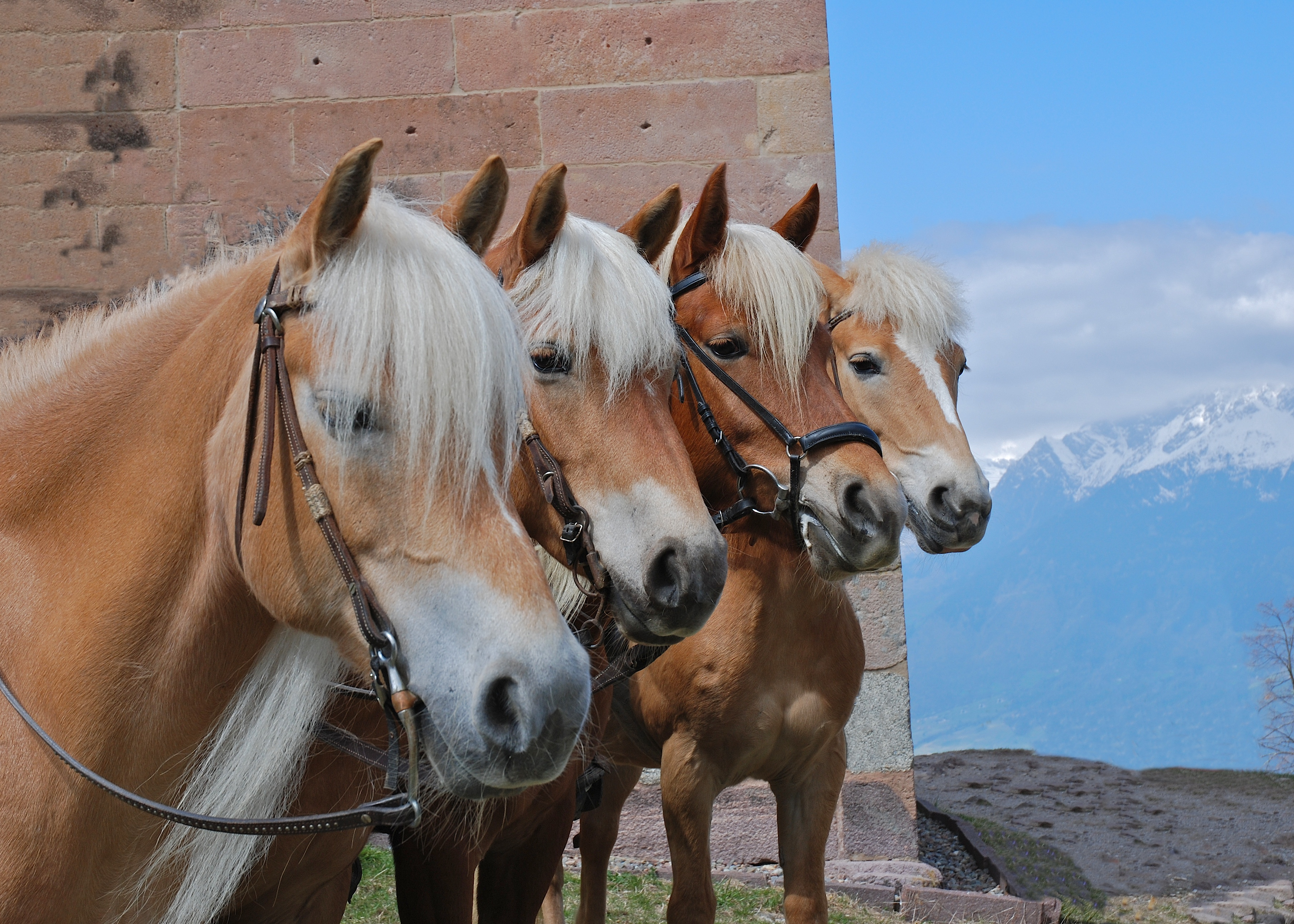
Kopf

Haflinger haben einen relativ kleinen und kurzen sowie edlen und trockenen Kopf mit breiter und langer Stirnpartie. Die Augen sind groß, die Nüstern weit und die Ohren klein und beweglich.
Während der Stammhengst Folie 150 cm hoch war und seine zur Zucht verwendeten Söhne eine Widerristhöhe zwischen 139 und 149 cm hatten, war der durchschnittliche Haflinger kleiner. Von 1925 bis 1980 lag die Widerristhöhe in allen Untersuchungen durchschnittlich etwa bei 137 cm. Inzwischen wurde sie im Welt-Haflinger-Verband durch gezielte Zuchtwahl auf 140 bis 155 cm erhöht. Bei der Deutschen Reiterlichen Vereinigung dürfen Haflinger 138 bis 148 cm groß sein.
Zuchtziel ist ein gut bemuskelter, jedoch schlanker Hals ohne Unterhals, ein langer Rücken mit guter Gurttiefe und eine kräftige Lendenpartie, Beine mit trockenen Gelenken und hartem Huf, stark gefesselt. Teilweise kommt ein schwach ausgeprägtes Sprunggelenk mit starker Gliedmaßenwinkelung und ein schwarzer Bauch  als Fehler vor.

## Interieur

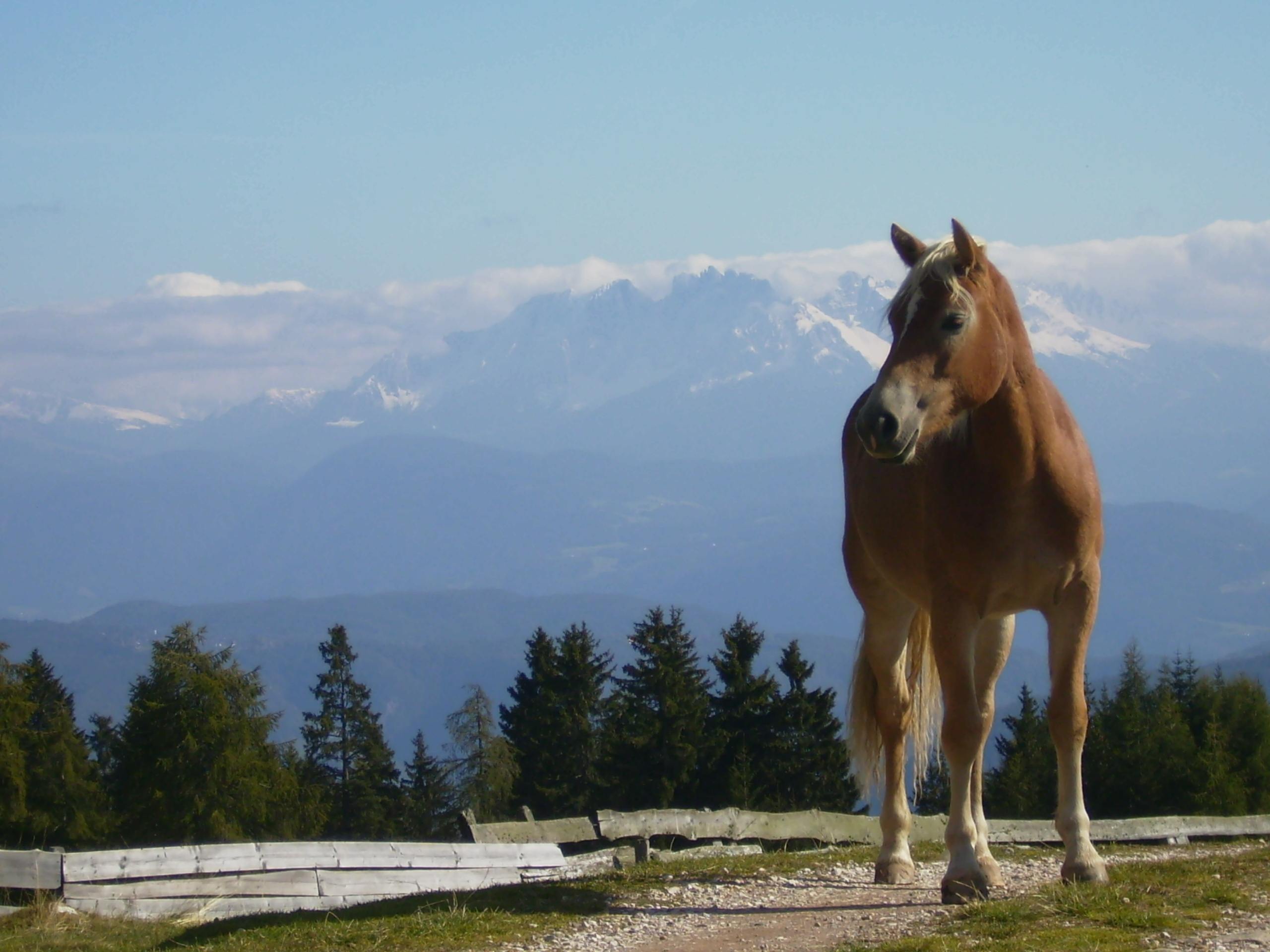
Haflinger in Südtirol

Haflinger waren auf Hochalmen gezogene Gebirgspferde. Durch ihre Herkunft von kleinen Bergbauernhöfen fand eine Auslese zugunsten der Genügsamkeit statt, sodass Haflinger sehr leichtfuttrig sind. Sie galten ursprünglich als spätreif, da ihre Entwicklung durch knappe Fütterung im Winter verzögert wurde und Stuten deshalb das erste Mal mit vier Jahren gedeckt wurden. Inzwischen werden sie gewöhnlich schon mit drei Jahren gedeckt. Im Vergleich zu anderen Rassen haben Haflinger eine besonders lange Zuchtverwendungsdauer: Hengste und Stuten, die im Alter von fünfundzwanzig Jahren noch zur Zucht verwendet werden, sind keine Seltenheit. Außerdem weisen sie eine sehr hohe Fruchtbarkeit auf.
Werden sie angemessen behandelt, sind Haflinger sehr leistungsbereit, gutmütig und nervenstark. Außerdem sind sie trittsicher und vielseitig verwendbar.

## Zuchtgeschichte

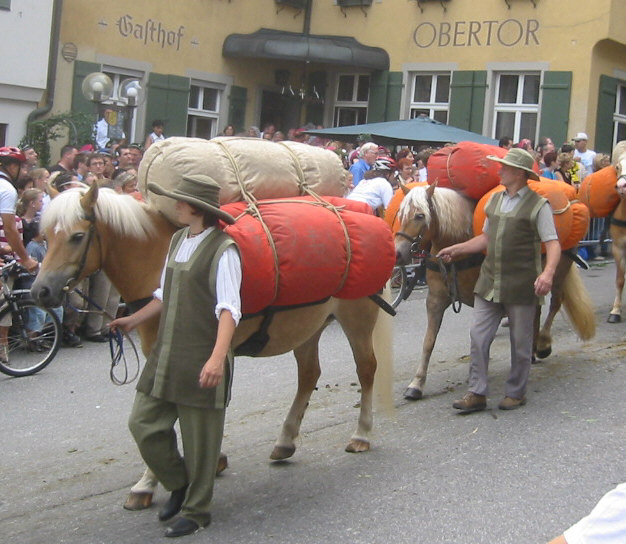
Haflinger wurden anfangs als Saumpferde verwendet

### Bis zum Ende des Ersten Weltkrieges
Die engere Heimat des Haflingers ist der in Südtirol gelegene Tschögglberg, ein Hochplateau zwischen Etsch und Talfer. Es weist Höhenlagen zwischen 1.500 und 2.000 Metern auf. Viele der dortigen Orte waren damals nur über Saumpfade zu Fuß oder mit Hilfe der einheimischen Pferde erreichbar. Das Heimatgebiet des Haflingers hatte recht karge Futterverhältnisse, was ein kleines, untersetztes und anspruchsloses Gebirgspferd entstehen ließ, das zwischen dem Etsch- und Sarntal anzutreffen war. Staffler beschrieb sie 1847 in seiner Topographie von Tirol und Vorarlberg als „kleine leichtfüßige Pferdchen“, die „besonders ausgezeichnet sind“. Unter den Orten, in denen dieser Landschlag anzutreffen ist, wird auch Hafling, das den Haflingern seinen Namen gab, aufgezählt. Dieser Landschlag wurde durch orientalische und Noriker-Hengste beeinflusst, die im Sarntal aufgestellt wurden.
1874 wurde in der Ortschaft Schluderns im Vinschgau der Hengst 249 Folie geboren, ein Sohn des halborientalischen Hengstes 133 El Bedavi XXII und einer einheimischen Stute. Im Jahr 1878 wurde 249 Folie durch den Hengstzüchter Rochus Eberhöfer entdeckt und ab 1878 zur Zucht eingesetzt. Die Fohlen waren so vielversprechend, dass das damalige Ackerbauministerium den Auftrag gab, alle guten edlen Fohlen aufzukaufen und die Zucht mit seinen Nachkommen bei den Bauern stark zu subventionieren. Auf drei von Folies Söhnen, nämlich 14 Folie, 37 Laas und liz. 252/233 Hafling gingen schon vor dem Ersten Weltkrieg alle Beschäler der Haflingerzucht zurück.
Nach dem Ersten Weltkrieg fiel mit der Auflösung der Donaumonarchie Südtirol und damit auch das Sarntal und der Tschögglberg an Italien. Da das nach Abschluss der Decksaison geschah, befanden sich bis auf fünf Hengste alle Vatertiere im steirischen staatlichen Hengstdepot in Österreich, während sich in Italien die Stutengrundlage der Rasse befand.

### Haflingerzucht in Italien, vor allem Südtirol: Aveligneser
Von Italien wurden nach dem Ersten Weltkrieg einige Zuchthengste zugekauft und auf die Deckstationen verteilt, um die Zucht wieder aufzubauen. Aufgrund der schlechten wirtschaftlichen Lage exportierte Italien etwa 350 Zuchtstuten nach Bayern und Österreich, sodass in Südtirol 1938 nur noch 168 reingezogene Zuchtstuten vorhanden waren. 1931 erschien der erste Band des Stammbuches der in Südtirol gezüchteten Haflinger, wodurch die Rasse eine Aufwertung erfuhr.
Nachdem die Zuchtarbeit während des Zweiten Weltkriegs zum Erliegen gekommen war und 1946 wieder aufgenommen worden war, kam es 1947 zur Gründung des Verbands der Südtiroler Haflinger-Pferdezuchtgenossenschaft Alto Adige. Infolgedessen breiteten sich die Haflinger in ganz Italien bis Sizilien aus. Die Hengste, die sich in Besitz der Genossenschaft befanden, wurden je nach Bedarf in den unterschiedlichen Landesteilen eingesetzt.
Einige Autoren betrachteten den italienischen Haflinger unter der Bezeichnung Aveligneser als eigenständige Rasse. Da der Italienische Verband der Haflingerzüchter (ANACRHAI – Associazione Nazionale Allevatori Cavalli di Razza Haflinger Italia) inzwischen Mitglied der Welt Haflinger Vereinigung ist, muss diese Ansicht als veraltet gelten.
1984 umfasste der Zuchttierbestand in Südtirol etwa 2000 Haflingerstuten und 28 Hengste. Jedoch waren 1/3 der Stuten nicht reinrassig. In ganz Italien gab es 5700 Zuchtstuten und 251 Hengste. 2007 gab es in Italien etwa 5500 Zuchtstuten mit höchstens 1,57 % Fremdblut und 248 Hengste, der Gesamtbestand lag bei gut 10.000 Haflingern.

#### Herkunft des Namens
Der Name Haflinger stammt vom Dorf Hafling in Südtirol. Der Haflinger wurde nach diesem Dorf benannt, der italienische Ausdruck „Avelengneser“ stammt auch von dieser Ortschaft, denn der Faschist Ettore Tolomei benannte Hafling in der Zeit der Italianisierung als Avelengo. Diese beiden Namen blieben dem Pferd bis heute.

### Haflingerzucht in Österreich, vor allem Nordtirol

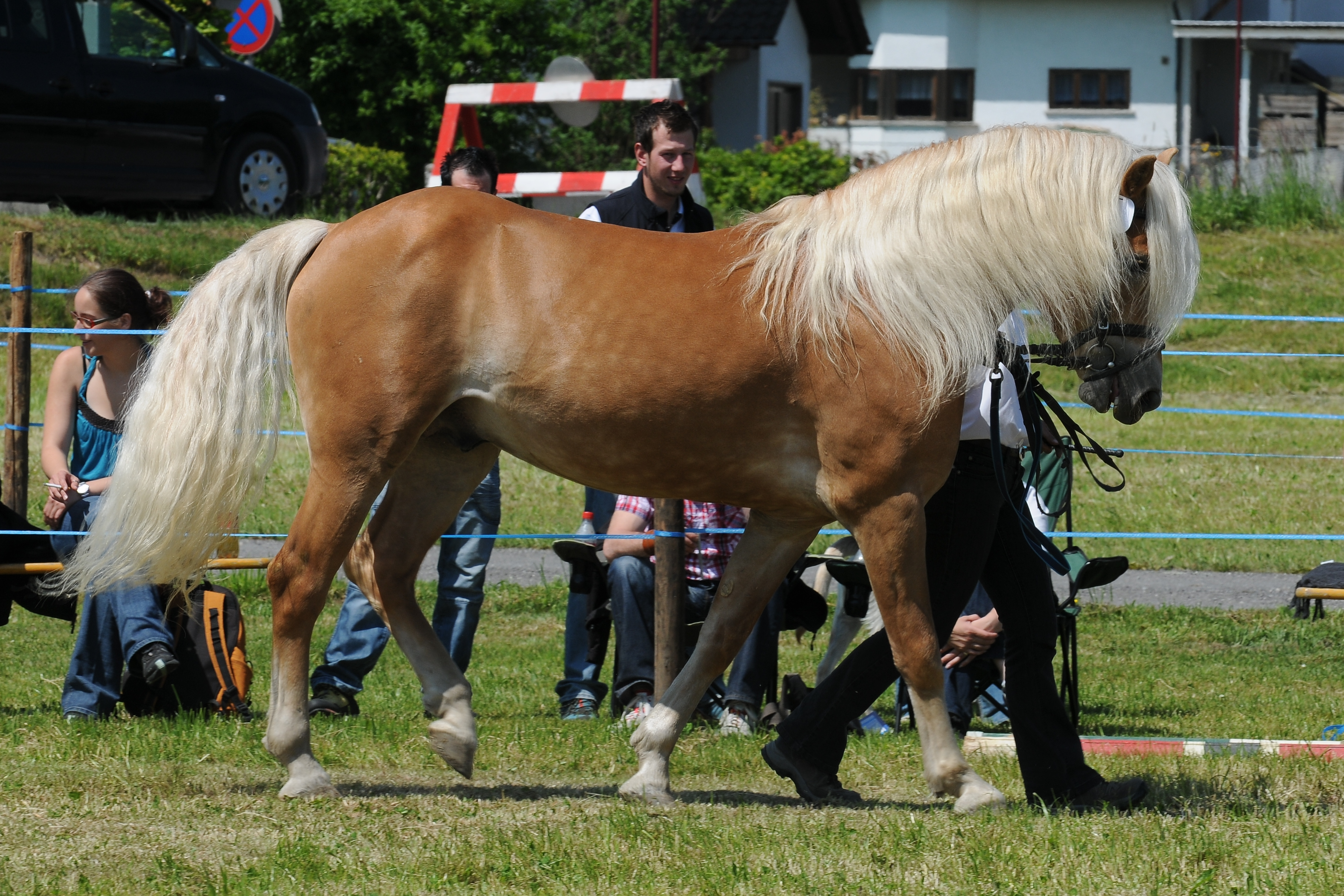
Haflinger Deckhengst am Fohlenhof Ebbs

Nach dem Ersten Weltkrieg wählte das Ackerbauministerium das in seinen natürlichen Bedingungen ähnlich gelagerte und dem Ursprungszuchtgebiet benachbarte Nordtirol, um die Haflingerzucht dort neu aufzubauen. Bereits 1919 bezogen die in deutscher Hand verbliebenen Zuchthengste dort ihre neuen Beschälstationen. Neben Huzulen, die zur Verdrängungszucht verwendet werden sollten, wurden 100 original Haflingerstuten aus Italien zugekauft. 1921 wurde dort der erste Zuchtverband gegründet, weitere folgten nach, 1938 bildeten insgesamt zehn Zuchtvereine den Südtiroler Zuchtverband.
Ab 1938 stieg die Haflingerzucht sprunghaft an, da die Wehrmacht einen großen Bedarf an Tragtieren hatte und alle verfügbaren Haflinger und haflingerähnlichen Tiere ankaufte. Im Fohlenhof von Zams wurden die Junghengste aufgezogen, die am besten den Ansprüchen der Wehrmacht entsprachen, und deshalb im Alter von vier Jahren daraus vor allem die kleinsten und edelsten Hengste als Zuchthengste ausgesucht. Da diese im Typ und Modell nicht dem klassischen Haflingertyp entsprachen, wurde dies nach Kriegsende als züchterischer Rückschritt betrachtet.
Nach Ende des Zweiten Weltkriegs brach der Absatz der Fohlen zusammen, da das Militär nicht mehr so viele Tragtiere benötigte. Deshalb schlossen zuerst der Haflinger Zuchtverein Zams und ab 1947 die anderen Zuchtvereine alle nicht reinrassigen Stuten aus der Zucht aus. 1947 wurde der Fohlenhof Ebbs gegründet, um eine geordnete Hengstaufzucht zu sichern. Im gleichen Jahr und erneut 1958 wurde das Stutenmaterial gesichtet und alle Stuten der Qualitätsklasse IV aus der Zucht ausgeschlossen. Dadurch wurde die Durchschnittsqualität des Stutenbestands deutlich angehoben und Tirol zum Hochzuchtgebiet des Haflingers. Seit 1948 sind etwa 180 Zuchthengste in andere Länder verkauft worden, so dass Österreich die weltweite Haflingerzucht entscheidend beeinflusst hat.
1985 gab es in Österreich etwa 5000 Zuchtstuten, etwa 1600 davon standen in Tirol. In Österreich gab es 163 Zuchthengste, 36 davon in Tirol.

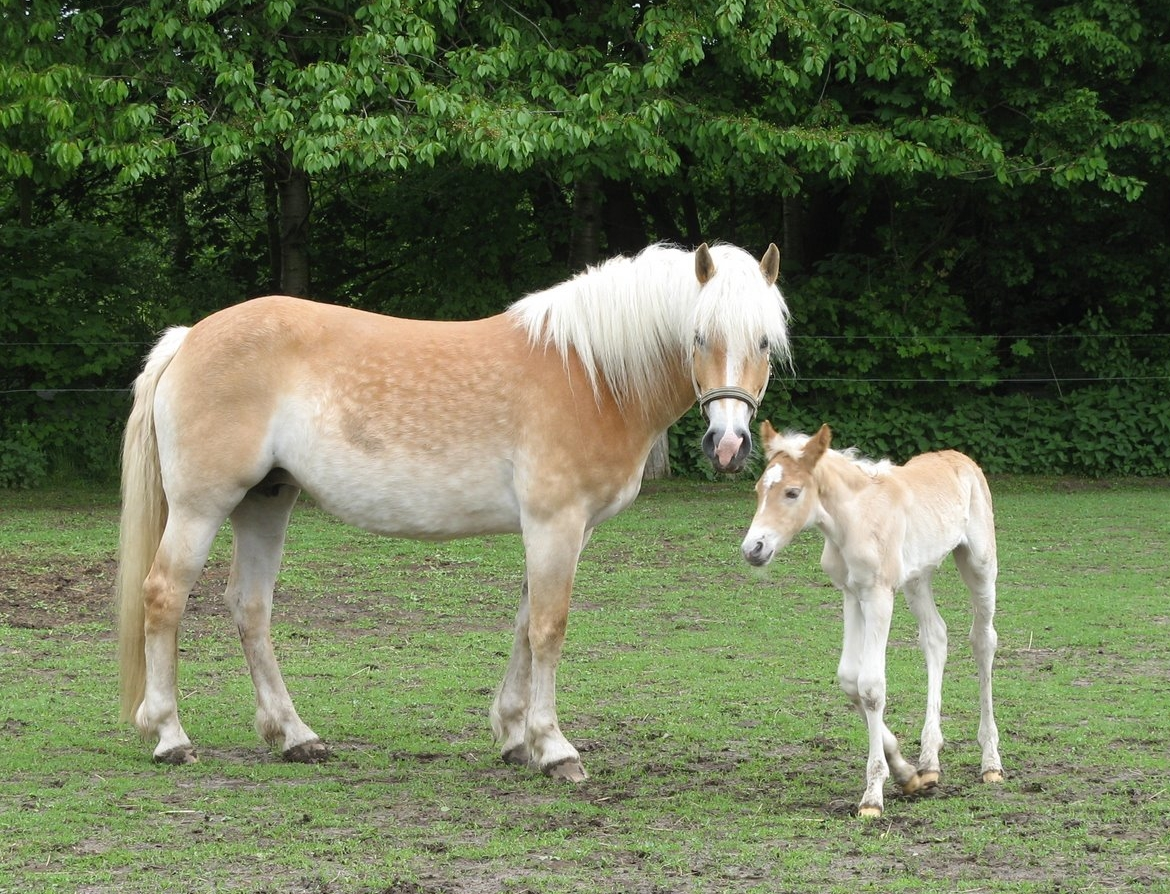
Haflingerzucht in Westfalen

### Haflingerzucht in Deutschland
Die ersten Haflingerimporte nach Bayern gab es schon vor dem Ersten Weltkrieg. 1928 importierte der Pferdekaufmann Benedikt Mösl aus Trostberg Südtiroler Haflingerwallache nach Bayern. Diese waren als Trag- und Zugtiere so ideal geeignet, dass Staatsministerium und Zuchtleitung den züchterischen Aufbau der Rasse beschlossen. Bis zum Beginn der staatlichen Förderung der Haflingerzucht waren etwa 80 Stuten vorhanden. 1936 importierte die Wehrmacht 30 Haflingerstuten und stellte sie im Haflinger Gestüt Wiesen bei Oberaudorf auf. Nach dem Anschluss von Österreich an das Deutsche Reich 1938 wurden 168 weitere Stuten aus Österreich und 112 Stuten aus Südtirol nach Bayern importiert.
Bis zum Ende des Zweiten Weltkriegs wurde die Haflingerzucht für die Zwecke des Militärs massiv gefördert, sowohl durch Ankauf und Aufzucht der Fohlen durch den Staat als auch durch Beihilfen beim Ankauf und Haltung von Zuchtstuten. Nach dem Ende des Zweiten Weltkriegs brach der Absatzmarkt wie in Österreich zusammen.
Dennoch hielten diverse Züchter der Rasse die Treue und der Haflinger breitete sich ins gesamte Bundesgebiet aus. 1984 gab es in der BRD etwa 5700 Zuchtstuten und 309 Zuchthengste, davon standen etwa 2500 Stuten und 92 Hengste in Bayern.
Die DDR importierte zwischen 1956 und 1961 die ersten 51 Haflinger-Zuchtstuten und 5 Hengste zur Zucht für landwirtschaftliche Zwecke. Als später eher ein vielseitiger Pferdetyp gewünscht wurde, wurden partiell Vollblutaraber eingekreuzt, um die Reitpferdeeigenschaften zu verbessern. 1985 umfasste der Zuchtbestand in der DDR 60 Hengste, 1984 etwa 1700 Stuten, von denen viele einen arabischen Blutanteil hatten.
Seit 2008 werden deutsche Haflinger in das Zuchtbuch für Haflinger und das Zuchtbuch für Edelbluthaflinger aufgeteilt. Es gibt in Deutschland etwa 4.450 reinblütige Haflinger-Zuchtstuten und etwa 2.260 Edelbluthaflinger-Zuchtstuten.

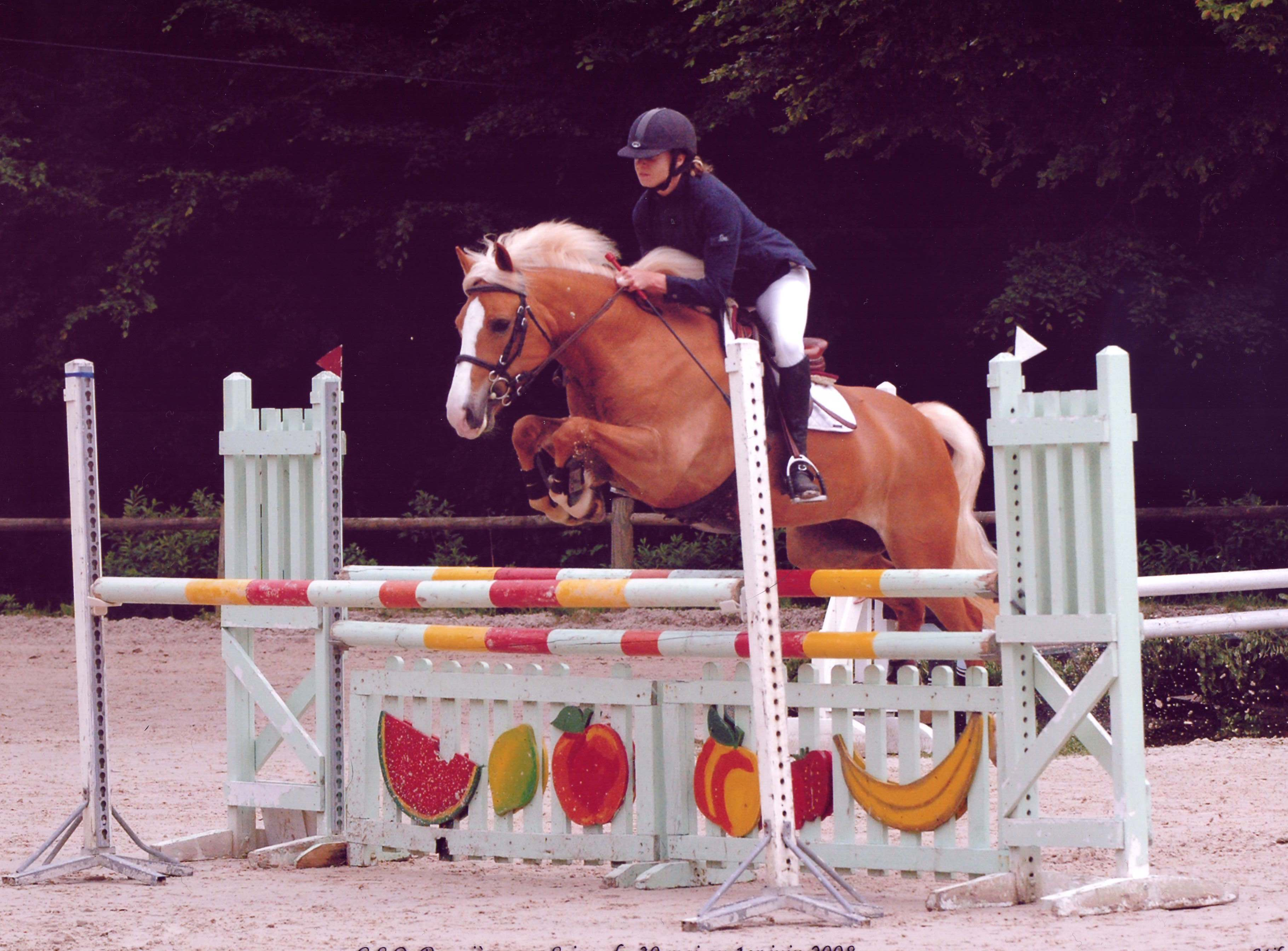
Haflinger beim Springen

### Weitere Länder und die Welt Haflinger Vereinigung
Während die meisten schweren Kaltblutrassen nach dem Zweiten Weltkrieg durch die Einführung des Traktors erheblich an Bedeutung verloren, verbreitete sich der Haflinger gerade in dieser Zeit als Ergänzung zum Traktor auf alle Kontinente. Zwei Haflinger, die Königin Elisabeth II. anlässlich eines Staatsbesuches 1971 in Österreich geschenkt wurden, weckten das Interesse an dieser Pferderasse in Großbritannien. Das britische Königshaus initiierte die Gründung einer Zucht in Brampton (Norfolk).
Die Welt Haflinger Vereinigung wurde 1976 am Fohlenhof Ebbs gegründet. Sie ist eine weltweit agierende Organisation, bei der alle wichtigen haflingerzüchtenden Länder und alle wichtigen Haflinger-Zuchtorganisationen außer Deutschland Mitglied sind. Die Welt Haflinger Vereinigung wurde durch den Österreicher Otto Schweisgut, Willi Krapf aus der Schweiz, Leon Le Petit aus Frankreich und Mary Bromiley aus England gegründet und geleitet. Im Laufe der Zeit wuchs die Anzahl der Mitglieder. Von der Gründung bis zum Jahr 2000 war Otto Schweisgut Präsident, danach wurde der Zuchtleiter des Tiroler Verbandes, Johannes Schweisgut, zu seinem Nachfolger gewählt. Die Welt Haflinger Vereinigung legt Zuchtziel und Typausrichtung des Haflingers zu einem modernen Freizeitpferd weltweit fest, regelt die Beurteilungskriterien für internationale Veranstaltungen und legt das Reglement für Leistungsprüfungen im Haflinger-Eignungstest fest. Heute hat die Welt Haflinger Vereinigung 21 Mitgliedsorganisationen in 22 Nationen und 4 Kontinenten. Die Welt Haflinger Vereinigung erlaubt Haflinger bis 1,56 % Fremdblut, besteht aber für die Weiterzucht auf Reinzucht. Die Welt Haflinger Vereinigung bildet die internationalen Richter aus, legt jährlich eine neue Liste solcher Haflingerexperten auf und genehmigt Europa- und Weltausstellungen für Haflinger.
1980 gab es weltweit etwa 14.000 Zuchtstuten und 720 Zuchthengste, der Gesamtbestand belief sich auf 44.500 Tiere. Im Jahr 2005 deckten weltweit etwa 2000 Haflinger-Hengste ungefähr 45.000 eingetragene Stuten. Es gab im selben Jahr nahezu 250.000 Haflinger. 1980 gab es schon in über 30 Ländern Haflinger, inzwischen sind es über 70.

### Arabereinkreuzungen
Teilweise, z. B. in der DDR, Bayern und den Niederlanden, wurden zur Verbesserung der Reitpferdeeigenschaften Araber in die Haflingerpopulation eingekreuzt, während in anderen Ländern wie Tirol und Frankreich nur Reinzucht betrieben wurde.
Beim Haflinger Pferdezuchtverband Tirol ist eine Einkreuzung mit einem Pferd einer anderen Rasse nach dem Hengst Folie auf Hengstseite nicht erlaubt. Bei Stuten gilt das Schließen des Zuchtbuches 1920. Danach ist keinerlei Fremdbluteinkreuzung erlaubt. Die Welt Haflinger Vereinigung hat ebenfalls Reinzucht zum Ziel, erlaubt aber einen Fremdblutanteil bis zu 1,56 %. Tiere mit höherem Fremdblutanteil werden nicht akzeptiert.
Für Haflinger mit einem Anteil Araberblut wurden eigene Zuchtbücher als Edelbluthaflinger und Araber-Haflinger eröffnet.

### Blutlinien
Blutlinien dienen der Systematisierung der Zuchtpopulation und geben Aufschluss über Verwandtschaftsverhältnisse im Pedigree eines Pferdes. Der Haflinger wird ausschließlich in Reinzucht gezüchtet und seine Blutlinie ist in seinem Namen immer mit dem Anfangsbuchstaben des Vaters gekennzeichnet.

## Verwendung

### Saum- und Arbeitspferde
Auch heute dient der Haflinger noch als Tragtier zur Versorgung von entlegenen Almhütten oder bei verschiedenen Armeen weltweit. Er wird als Rückepferd in steilen oder weichen Waldgebieten eingesetzt und dient als landwirtschaftliches Arbeitspferd auf Höfen, deren Felder zu steil für den wirtschaftlichen Einsatz von Traktoren sind. Dieser Einsatzbereich ist jedoch sehr beschränkt.

### Freizeitbereich

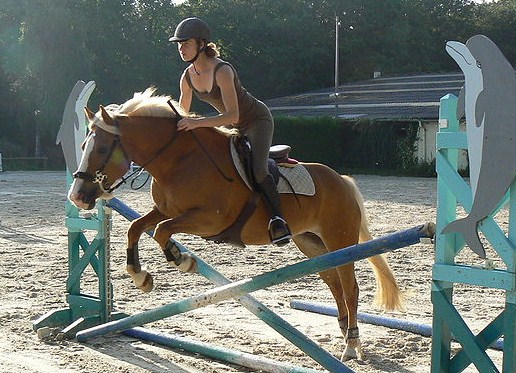
Springreiten

Bei sachgemäßer Ausbildung und Haltung sind Haflinger wegen ihres Charakters besonders für Anfänger geeignet. Im Freizeitbereich werden Haflinger unter anderem für Distanzritte, Kutsch- und Schlittenfahrten eingesetzt. Beim Springen und in der Dressur sind die meisten Haflinger eher für die unteren Leistungsklassen geeignet. Sonst sind die Haflinger ideal für kleine Ausritte im Wald.

### Sport

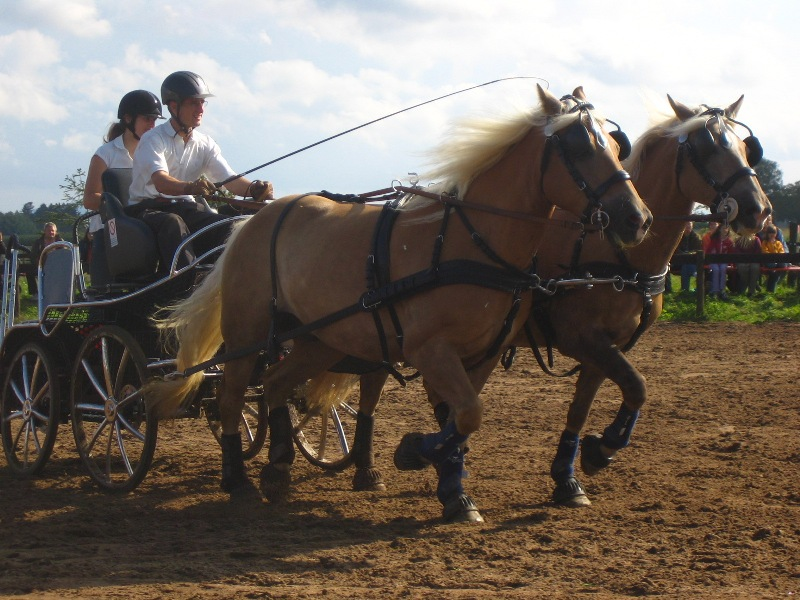
Fahrsport

Als „Domäne“ des Haflingers gilt der Fahrsport, wo er sich seit Jahren auch international auf den vorderen Plätzen etabliert hat. Es gibt mittlerweile viele Fahrer, die sowohl 2- als auch 4-spännig auf Haflinger setzen. Daneben hat der Haflinger sich in den letzten Jahren beim Westernreiten bewährt, wo er vor allem in den Disziplinen Trail und Reining seine Stärken ausspielen kann. Er wird in der Westernszene oftmals als Alpenquarter bezeichnet.
Auch im Springreiten und Dressurreiten sind heutzutage immer häufiger Haflinger anzutreffen. Die Rasse wird ständig veredelt, so können die Tiere durchaus auch mit sportlicheren Rassen mithalten. Moderne Haflinger zeigen heute ausreichend Ganaschenfreiheit und ein Gangvermögen mit Schub und Raumgriff.
Aufgrund ihrer Gutmütigkeit sind Haflinger aber auch gut  für Einsteiger und Kinder geeignete Pferde, auf denen in der Regel auch unerfahrene Reiter sicher ihre ersten Prüfungen im Reitsport absolvieren können. Allerdings ist auch hier, wie bei allen Pferderassen, auf professionelle Ausbildung und Umgang sowie eine artgerechte Haltung zu achten, da der Haflinger seinen Leistungswillen sonst verliert.

### Gewinnung von Lebensmitteln
Da er sehr leichtfuttrig ist, dient der Haflinger auch der Gewinnung von Lebensmitteln. So wird der Großteil der in Deutschland für den menschlichen Genuss bestimmten Stutenmilch von Kaltblut- und Haflingerstuten gewonnen. Haflinger produzieren bei ausreichender Fütterung so viel Milch, dass die Hälfte davon abgemolken werden kann, ohne die Entwicklung des Fohlens zu beeinträchtigen.
In Italien und Frankreich halten einige Betriebe Haflinger ausschließlich zur Pferdefleischerzeugung. Auch der Zuchtverband Tirol führt Hengstfohlen, die nicht als Hengstanwärter geeignet sind, nach dem Absetzen der Schlachtung zu.

### Show
Da sich Haflinger oftmals als sehr lernwillig und neugierig zeigen, haben einige auch ein deutliches Talent für Zirzensik bis hin zu professionellen Showauftritten.

## Diverses
Der Roman War Horse (deutsch Schicksalsgefährten) von Michael Morpurgo nennt Haflinger unter den Armeepferden.
Es gibt Modellpferde von Breyer, die Haflinger darstellen. Haflinger sind auf mehreren Briefmarken abgebildet. Die Fotografin Gabriele Boiselle gibt jedes Jahr Kalender heraus, die Haflingern gewidmet sind.

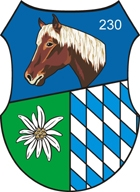
Abzeichen des Einsatz- und Ausbildungszentrums für Tragtierwesen 230